# Adrijanci
Adrijanci este o localitate din comuna Gornji Petrovci, Slovenia, cu o populație de 164 de locuitori.